# Európai győztesek-kupája (strandlabdarúgás)
Az Európai győztesek-kupája (angolul: Euro Winners Cup) egy az UEFA által kiírt nemzetközi strandlabdarúgó-kupa klubcsapatok számára.
2013 óta rendezik meg. A legsikeresebb csapat az orosz BSC Kristall, két győzelemmel.

## Eredmények
| Év   | Döntő              | Döntő    | Döntő         | Bronzmérkőzés | Bronzmérkőzés | Bronzmérkőzés       |
| Év   | Győztes            | Eredmény | Döntős        | 3. helyezett  | Eredmény      | 4. helyezett        |
| ---- | ------------------ | -------- | ------------- | ------------- | ------------- | ------------------- |
| 2013 | Lokomotyiv Moszkva | 3–0      | Griffin Kijev | Beşiktaş JK   | 3–1           | Grasshoppers        |
| 2014 | BSC Kristall       | 2–0      | Milano BS     | SC Braga      | 4–1           | Sable Dancers Berna |
| 2015 | BSC Kristall       | 6–2      | Catania BS    | FC Vybor      | 3–2 (h.u.)    | Lokomotyiv Moszkva  |
| 2016 |                    |          |               |               |               |                     |

- b.u. – büntetők után
- h.u. – hosszabbítás után